# Nové Práchňany
Nové Práchňany je malá vesnice, část městyse Čechtice v okrese Benešov. Nachází se asi 3,5 km na jihozápad od Čechtic. Prochází zde silnice II/150. V roce 2009 zde bylo evidováno 22 adres. Trvale zde žije 17 obyvatel.
Nové Práchňany leží v katastrálním území Čechtice o výměře 14,23 km².

## Historie
První písemná zmínka o vesnici pochází z roku 1787.